# Praça Marcílio Dias
A Praça Marcílio Dias, conhecida como Praça do Paissandu, é uma praça localizado no bairro Paissandu, na zona central da cidade de Nova Friburgo.
É um ponto referencial para encontros e apresentações a céu aberto. É considerado um dos pontos rodoviários mais importantes da cidade.
A praça é rodeada por belas e imponentes árvores. A praça é onde acontecem os ensaios de grupos de dança da cidade

## Nome
Em 3 de novembro de 1865 em homenagem aos feitos das tropas brasileiras na Guerra do Paraguai, mudou o nome "Largo do Pelourinho" para Praça Paissandu que durou até 1930 quando seu nome foi mudado para Praça Comendador Julius Arp durante quando o Brasil entrou na segunda Guerra Mundial. Seu nome foi passada para Praça Marcílio Dias em homenagem ao herói brasileiro na Guerra do Paraguai.

## Revitalização
Em 2008, a Praça Marcílio Dias foi revitalizada durante o governo de Sérgio Xavier com a obra orçada de R$ 340 mil.